# Hôtel de Mademoiselle Mars
L'hôtel de Mademoiselle Mars est un hôtel particulier situé à Paris en France.

## Localisation
Il est situé aux 1 rue de la Tour-des-Dames et 7 rue de La Rochefoucauld, dans le 9e arrondissement de Paris. 

## Histoire

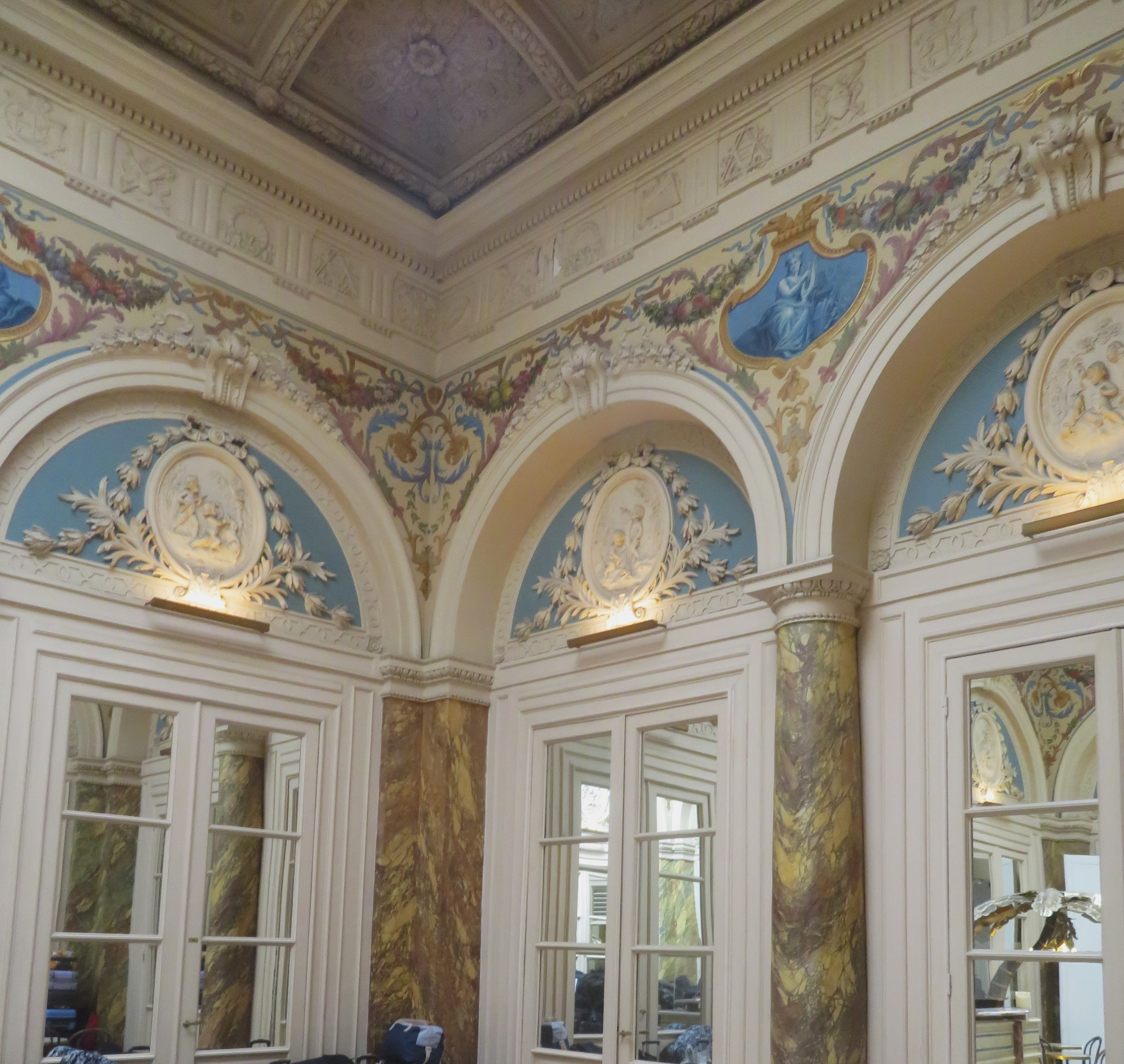
Hall d'entrée

L'hôtel fut construit en 1820 par l'architecte Louis Visconti pour le maréchal de Gouvion-Saint-Cyr. Il fut construit sur un terrain acquis par Gouvion-Saint-Cyr au receveur général Augustin Lapeyrière.
Gouvion-Saint-Cyr revend l'hôtel en 1824 à mademoiselle Mars.
Ce bâtiment fait l’objet d’une inscription au titre des monuments historiques depuis le 30 décembre 1977.
Cet hôtel a été entièrement réhabilité et rénové : les façades, la toiture, les papiers peints à la main, ainsi que les colonnes de Stuc du majestueux hall d'entrée ont été remis à l'identique par des procédés traditionnels, par l'architecte DPLG Michel Mimran en 1985.